# La Tigra
La Tigra est une localité argentine située dans la province du Chaco et dans le département de O'Higgins.